# Raquetebol nos Jogos Pan-Americanos de 2023
As competições de raquetebol nos Jogos Pan-Americanos de 2023 em Santiago, no Chile, foram realizadas entre 21 e 26 de outubro de 2023 no Centro Esportivo de Raquetes, localizado no Parque Esportivo do Estádio Nacional. Sete eventos foram disputados: um individual, um de duplas e um por equipes para homens e mulheres, além de um evento de duplas mistas.

## Qualificação
Um total de 48 atletas se qualificaram para competir. Em cada gênero, houve um total de 24 competidores classificados, com o Campeonato Pan-Americano de 2023 sendo utilizado para determinar os Comitês Olímpicos Nacionais qualificados. O Chile, como país-anfitrião, obteve a cota máxima automaticamente. Os quatro primeiros do Campeonato Pan-Americano qualificaram três atletas no respectivo gênero, enquanto os CONs restantes, dois atletas.

## Nações participantes
Um total de 11 CONs qualificaram atletas em pelo menos uma das modalidades por gênero, com a quantidade de competidores representada entre parênteses.
- ARG Argentina (5)
- BOL Bolívia (6)
- CAN Canadá (4)
- CHI Chile (6)
- CRC Costa Rica (4)
- CUB Cuba (4)
- EAI Equipe de Atletas Independentes (4)
- ECU Equador (4)
- USA Estados Unidos (5)
- MEX México (6)
- DOM República Dominicana (2)

## Medalhistas
Masculino
| Evento           | Ouro                                                      | Prata                                | Bronze                                                                  |
| ---------------- | --------------------------------------------------------- | ------------------------------------ | ----------------------------------------------------------------------- |
| Simples detalhes | Conrrado Moscoso BOL Bolívia                              | Carlos Keller BOL Bolívia            | Rodrigo Montoya MEX México                                              |
| Simples detalhes | Conrrado Moscoso BOL Bolívia                              | Carlos Keller BOL Bolívia            | Eduardo Portillo MEX México                                             |
| Duplas detalhes  | Rodrigo Montoya Javier Mar MEX México                     | Samuel Murray Coby Iwaasa CAN Canadá | Edwin Galicia Juan José Salvatierra EAI Equipe de Atletas Independentes |
| Duplas detalhes  | Rodrigo Montoya Javier Mar MEX México                     | Samuel Murray Coby Iwaasa CAN Canadá | Andrés Acuña Gabriel García CRC Costa Rica                              |
| Equipes detalhes | Kadim Carrasco Conrrado Moscoso Carlos Keller BOL Bolívia | Samuel Murray Coby Iwaasa CAN Canadá | Rodrigo Montoya Eduardo Portillo Javier Mar MEX México                  |
| Equipes detalhes | Kadim Carrasco Conrrado Moscoso Carlos Keller BOL Bolívia | Samuel Murray Coby Iwaasa CAN Canadá | Adam Manilla Alejandro Landa Daniel de la Rosa USA Estados Unidos       |

Feminino
| Evento           | Ouro                                                                        | Prata                                          | Bronze                                                                      |
| ---------------- | --------------------------------------------------------------------------- | ---------------------------------------------- | --------------------------------------------------------------------------- |
| Simples detalhes | Paola Longoria MEX México                                                   | Montserrat Mejía MEX México                    | María José Vargas ARG Argentina                                             |
| Simples detalhes | Paola Longoria MEX México                                                   | Montserrat Mejía MEX México                    | Maricruz Ortiz CRC Costa Rica                                               |
| Duplas detalhes  | Gabriela Martínez María Renée Rodríguez EAI Equipe de Atletas Independentes | Natalia Méndez María José Vargas ARG Argentina | Montserrat Mejía Alexandra Herrera MEX México                               |
| Duplas detalhes  | Gabriela Martínez María Renée Rodríguez EAI Equipe de Atletas Independentes | Natalia Méndez María José Vargas ARG Argentina | Angélica Barrios Jenny Daza BOL Bolívia                                     |
| Equipes detalhes | Paola Longoria Montserrat Mejia Alexandra Herrera MEX México                | Natalia Méndez María José Vargas ARG Argentina | Gabriela Martínez María Renée Rodríguez EAI Equipe de Atletas Independentes |
| Equipes detalhes | Paola Longoria Montserrat Mejia Alexandra Herrera MEX México                | Natalia Méndez María José Vargas ARG Argentina | Erika Manilla Michelle Key USA Estados Unidos                               |

Misto
| Evento          | Ouro                                          | Prata                                        | Bronze                                        |
| --------------- | --------------------------------------------- | -------------------------------------------- | --------------------------------------------- |
| Duplas detalhes | Adam Manilla Erika Manilla USA Estados Unidos | Diego García María José Vargas ARG Argentina | Eduardo Portillo Paola Longoria MEX México    |
| Duplas detalhes | Adam Manilla Erika Manilla USA Estados Unidos | Diego García María José Vargas ARG Argentina | Conrrado Moscoso Angélica Barrios BOL Bolívia |

## Quadro de medalhas
| Ordem | País                                | Medalha de ouro | Medalha de prata | Medalha de bronze |    |
| ----- | ----------------------------------- | --------------- | ---------------- | ----------------- | -- |
| 1     | MEX México                          | 3               | 1                | 5                 | 9  |
| 2     | BOL Bolívia                         | 2               | 1                | 2                 | 5  |
| 3     | EAI Equipe de Atletas Independentes | 1               |                  | 2                 | 3  |
|       | USA Estados Unidos                  | 1               |                  | 2                 | 3  |
| 5     | ARG Argentina                       |                 | 3                | 1                 | 4  |
| 6     | CAN Canadá                          |                 | 2                |                   | 2  |
| 7     | CRC Costa Rica                      |                 |                  | 2                 | 2  |
| TOTAL | TOTAL                               | 7               | 7                | 14                | 28 |